# ريتش رايرسون
ريتش رايرسون (بالإنجليزية: Rich Ryerson)‏ هو لاعب كرة قدم ومدرب كرة قدم أمريكي في مركز الوسط، ولد في 1965. لعب مع Baton Rouge Bombers ‏.